# Achille Vigier
Pour les articles homonymes, voir Vigier.
Achille Pierre Vigier est un homme politique français né le 2 prairial an IX (22 mai 1801) dans l'ancien 11e arrondissement de Paris et décédé le 17 janvier 1868  dans le 7e arrondissement de Paris.

## Biographie
Il est le fils de Pierre Vigier et d'Anne Marguerite Louise Félix, « rentière, demeurant à Paris, quai d'Orsay, division de la Fontaine de Grenelle, non mariée ». Par ordonnance du roi du 23 septembre 1818, d'après un jugement du tribunal civil de la Seine, il est autorisé à ajouter le nom de Vigier à ceux de Achille Pierre Félix.

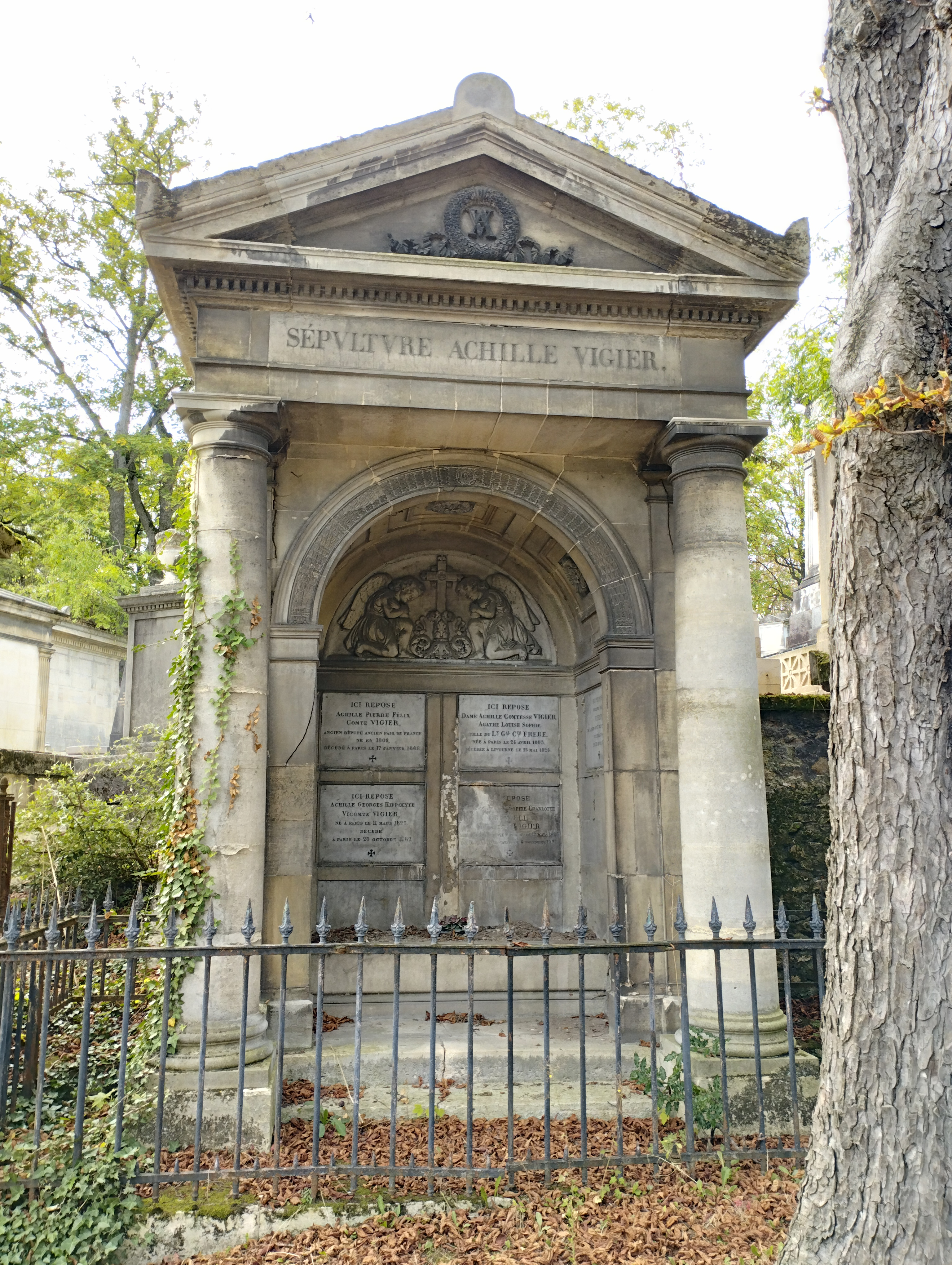
Tombe d'Achille Vigier au cimetière du Père-Lachaise (division 38).

Il épouse en premières noces le 5 août 1820 à Savigny-sur-Orge (Essonne) Antoinette Joséphine d'Avout, née le 15 fructidor an XIII (2 septembre 1805) dans l'ancien 10e arrondissement de Paris et âgée de moins de quinze ans, fille de Louis Nicolas Davout, qui meurt en couches l'année suivante, le 19 août 1821 à Savigny-sur-Orge, après avoir donné naissance le 12 août 1821 à leur fils Joseph Louis Jules Achille.
En secondes noces, il épouse le 3 juin 1824 dans l'ancien 1er arrondissement de Paris Agathe Frère, fille de Bernard Georges François Frère, général français de la Révolution et de l’Empire, dont il a un fils Achille Georges.
Propriétaire du château de Grand-Vaux à Savigny-sur-Orge, dont il fut le maire, conseiller général, il est député du Morbihan de 1831 à 1846, siégeant dans la majorité soutenant la monarchie de Juillet. Il est pair de France de 1846 à 1848.
Il est inhumé au cimetière du Père-Lachaise (38e division).

## Sources
- « Achille Vigier », dans Adolphe Robert et Gaston Cougny, Dictionnaire des parlementaires français, Edgar Bourloton, 1889-1891 [détail de l’édition]